# Sebt Gzoula
Sebt Gzoula é uma cidade do Marrocos localizada a 300 km a sudoeste da capital do pais, Rabat, na região de Marrakech-Safi, província de Safi. Tem uma área de 26,07 km²,  com uma população de 24 600 habitantes, segundo o censo de 2024.
O  nome da cidade se refere à tribo amazigue dos guezulas. 
Economicamente, a população depende do comércio e da agricultura, sendo o mercado semanal realizado todos os sábados. 
O clima de Sebt Gzoula é semiárido, com verões quentes e secos, de maio a outubro, e invernos húmidos e chuvosos, de  outubro a maio.

## Demografia
Entre 1994 e 2024, a evolução populacional da cidade foi a seguinte:
| Censo      | 1994   | 2004   | 2014   | 2024   |
| ---------- | ------ | ------ | ------ | ------ |
| Habitantes | 10 363 | 13 943 | 18 543 | 24 600 |

## Referencias
1. ↑  «Sebt Gzoula». Wikipedia (em sueco). 7 de maio de 2024. Consultado em 30 de maio de 2024
2. ↑  DIRECTION PROVINCIALE DE SAFI, Haut-Commissariat au Plan du Maroc (2018). «MONOGRAPHIE PROVINCIALE DE SAFI 2018». https://www.hcp.ma/. Consultado em 30 de maio de 2024
3. ↑  «Marrakech - Safi (Morocco): Urban Communes and Urban Centers in Provinces and Prefectures - Population Statistics, Charts and Map». www.citypopulation.de. Consultado em 30 de maio de 2024
4. 1 2  «Sebt Gzoula (Safi, Marrakech - Safi, Morocco) - Population Statistics, Charts, Map, Location, Weather and Web Information». www.citypopulation.de. Consultado em 6 de dezembro de 2024
5. ↑  «Sebt Gzoula». Wikipédia (em francês). 12 de janeiro de 2022. Consultado em 30 de maio de 2024
6. 1 2  «سبت جزولة». ويكيبيديا (em árabe). 20 de março de 2024. Consultado em 30 de maio de 2024
7. 1 2  «Marrakech - Safi (Morocco): Urban Communes and Urban Centers in Provinces and Prefectures - Population Statistics, Charts and Map». www.citypopulation.de. Consultado em 30 de maio de 2024
8. ↑  Haut Commissariat au Plan, Direction Provinciale du Plan de Safi (2015). «Population légale des régions, provinces, préfectures, municipalités, arrondissements et communes du royaume d'après les résultats du RGPH 2014 (16 régions)». www.hcp.ma. Consultado em 3 de maio de 2024